# Alete
Alete (von alēte, fälschlich für lateinisch alite ‚gedeihet!‘) ist ein Markenname für Säuglingsnahrung in Form von Säuglingsmilchnahrungen, Gläschenkost und Getränken für Kleinkinder sowie Säften und Tees für Schwangere und Stillende. Im Jahr 2012 hatten Produkte der Marke Alete in Deutschland etwa einen Marktanteil von 17,8 % und standen somit auf dem dritten Platz hinter Hipp und Danone (Hauptmarke: Milupa). Seit 2019 gehört Alete zum Molkereiunternehmen Deutsches Milchkontor (DMK). Der Marktanteil lag im Jahr 2024 bei 3 %.

## Geschichte
In Zusammenarbeit mit Günther Malyoth (1896–1952), Leiter der Forschungsabteilung des Dr. von Haunerschen Kinderspitals in München, entwickelte die Allgäuer Alpenmilch AG im Jahr 1934 einen Säuglingsnährzucker. Diesem folgte wenig später die erste gebrauchsfertige Säuglingsvollmilch. Der Markenname Alete entstand und die Alete Pharmazeutische Produkte GmbH wurde in München gegründet. Im Jahre 1950 wurde mit der „Frühnahrung“ das Zweistufensystem für Säuglingsnahrung eingeführt. Die Säuglingsmilch wurde für leichtere Verdaulichkeit mit Zitronensaft gesäuert. Unter dem Titel „Alete Kost fürs Kind“ begann 1956 die Ausweitung des Sortiments auf Gemüsebeikost, zunächst in Dosen, ab 1959 in Gläschen.
Seit 1971 (bis zum Verkauf an die Hochwald Nahrungsmittel-Werke 2003) gehörte die Allgäuer Alpenmilch AG zur Nestlé S.A., für die Marke Alete war die Nestlé-Diät GmbH, später Nestlé-Alete GmbH und bis Ende 2014 Nestlé Nutrition GmbH zuständig. Die Forschung und Entwicklung der Produkte geschah zum großen Teil in einem Forschungszentrum in Lausanne. Die wissenschaftliche Koordination der Firma Alete in München hatte in den 1980er Jahren der Würzburger Kinderarzt Hans Zeisel (* 1918). Die Forschungsmöglichkeiten des Unternehmens führten unter anderem 1987 zur Einführung der ersten hypoallergenen Säuglingsmilch (Aletemil H.A.) für allergiegefährdete Babys. Im Jahr 1994 wurde Alete Frühgeborenennahrung eingeführt. Mittlerweile wird von Alete in Deutschland ein komplettes Programm für alle frühkindlichen Lebensphasen außerhalb des therapeutischen Bereichs angeboten.
Mit Wirkung zum 1. Januar 2015 verkaufte Nestlé die Marken Alete und Milasan sowie das dazugehörige Produktionswerk in Weiding an ein Konsortium bestehend aus der BWK Unternehmensbeteiligungsgesellschaft und dem Privatinvestor Horst Jostock, der auch die operative Führung übernahm. 2019 wurden das Vertriebsgeschäft der Alete GmbH – nicht jedoch die Produktion – vom Deutschen Milchkontor (DMK) übernommen.

## Produktion
In Deutschland stellen zwei Werke Produkte für Alete her. Die Glaskost und Säfte stammen aus dem Werk in Polling-Weiding in Oberbayern, das seit 1960 besteht, Instantbreie, hypoallergene Babynahrung und weitere Produkte aus Biessenhofen im Allgäu. Den Werken sind Laboratorien angegliedert.

## Marketing
Unter dem Markennamen Alete werden verschiedene Typen von Babynahrung angeboten, wobei die Marke in Deutschland eine marktführende Stellung einnimmt. In dem Bereich der sogenannten Gläschenkost ist Alete die zweitwichtigste Marke nach dem Hersteller Hipp. Gläschenkost ist ein Gattungsbegriff für passierte Babynahrung, der seit Ende der 1950er Jahre in Gebrauch ist und die zuvor gebrauchten Dosen abgelöst hat.
Anfang der 1980er Jahre wurde mit einer Werbekampagne (Budget im kleinen Millionenbereich) die damals neu eingeführte bindemittelfreie Herstellung der Babykost unter dem Motto Alete für das Kind intensiv beworben. Eine bekannte Persiflage stammt von Otto Waalkes, der im Rahmen seiner Werbespots im Programm Hilfe, Otto kommt den Slogan „Alete Kost fürs Kind“ zu „Alete kotzt das Kind“ verballhornte.
Bereits in den europäischen Ländern sind deutliche Unterschiede bei den Kundenpräferenzen und Rezepturen zu beobachten, auch die bevorzugten Gläschentypen sind meist unterschiedlich. In England werden bereits bei sieben Monate alten Babys Würstchen und Bohnen verfüttert, in Frankreich und den Mittelmeerländern auch Fisch, was in Deutschland jeweils kaum nachgefragt wird. Kulturelle Unterschiede zeigen sich zudem in den Qualitätsansprüchen. In Deutschland sind dabei Zusatzstoffe ausdrücklich nicht erwünscht, in Frankreich hingegen sind Vitaminanreicherungen und andere Zusatzstoffe ein Verkaufsargument.
2004 bezog das Marketing unter anderem in einem Spot mit Veronica Ferres den Konsum von Babynahrung durch Erwachsene mit ein. Alete bemühte sich einer Unternehmenssprecherin zufolge explizit darum, dass auch über das erste Lebensjahr hinaus spezielle Kinderkost gefüttert werde, um so Umsatzrückgänge durch den Geburtenrückgang aufzufangen.

## Nährstoffgehalt und Hygiene
Einem vergleichenden Test der Stiftung Warentest im März 2002 zufolge ist Gläschenkost aufgrund der Herstellung nach der Verordnung über diätetische Lebensmittel und dem intensiven Abkochen bis zur Öffnung keimfrei. Unabhängig von Biosiegeln seien Schadstoffe praktisch nicht vorhanden. Die Tester bemängelten allerdings häufig den Nährstoffgehalt und physiologischen Brennwert, der nicht altersgerecht zum empfohlenen Alter des Kindes sei. Im Test wurden die niedrigen Eisenwerte kritisiert, die nach Angaben des Herstellers jedoch den gesetzlichen Vorgaben und der Empfehlung der DLG entsprächen.

## Negativpreise
- 2014 wurde bei der Wahl zum Goldenen Windbeutel der Verbraucherschutzorganisation Foodwatch das Produkt Alete Mahlzeit zum Trinken mit 45,8 Prozent der Stimmen auf den ersten Platz gewählt.[17][18]
- 2017 wurde bei der Wahl zum „Goldenen Windbeutel“ erneut ein Alete-Produkt (Kinderkeks) mit rund 50 Prozent der Stimmen auf den ersten Platz gewählt. Eine Sprecherin des Organisators Foodwatch begründete die erneute Vergabe an Alete damit, dass ein stark zuckerhaltiges Produkt entgegen ärztlicher Empfehlungen an Säuglinge vermarktet wird. Foodwatch kritisiert dies als „Körperverletzung durch Irreführung“.[19]
- 2024 erkannte Foodwatch zum dritten Mal den Negativpreis „Goldener Windbeutel“ einem stark zuckerhaltigen Alete-Produkt zu. Bei der entsprechenden Wahl entfielen 57,1 Prozent der rund 56.000 Stimmen auf den Kindersnack Obsties; das führte erneut zu Platz 1.[20]